# The Social Registry
The Social Registry est un label de rock indépendant installé à New York, à Brooklyn, créé en 2003. Il a été désigné comme le "Meilleur Nouveau Label D'Enregistrement" par le numéro "Best of New York" du Village Voice, en 2004. Les artistes du label se démarquent par une musique la plupart du temps expérimentale et inclassable, comme Gang Gang Dance ou Psychic Ills

## Groupes et artistes signés
- Artanker Convoy
- Blood On The Wall
- Blood Lines
- Electroputas
- Gang Gang Dance
- Interference
- Jah Division
- Psychic Ills
- Samara Lubelski
- Telepathe
- TK Webb
- VietNam

## Discographie
- SR001: AM Radio - Self Titled CDEP (juillet 2002, CD) [le groupe changea par la suite de nom, devenant Icewater Scandal]
- SR002: Janisary Music - Live At The Seawitch (février 2003, CD-R)
- SR003: Icewater Scandal - Live At The Seawitch (Octobre 2003, CD-R)
- SR004: Icewater Scandal - No Handle (Avril 2004, CD/2xLP)
- SR005: Painting Soldiers - Horizon Falls (Avril 2004, 12")
- SR006: Hall Of Fame - Paradise Now (Septembre 2004, CD/LP)
- SR007: Ghost Exits - Cincinnati Riot Blues (Juillet 2003, 12")
- SR008: Electroputas - Piano Blooms EP (Juillet 2003, 12")
- SR009: Artanker Cowboy - Ocean Parkway EP (Avril 2004, LP)
- TSR010: Blood On The Wall - Blood On The Wall (Mai/Juin 2004, CD/LP)
- TSR011: Gang Gang Dance - Revival Of The Shittest (Octobre 2003/Septembre 2004, CD-R/LP)
- SR012:  Jah Division - Dub Will Tear Us Apart EP (Novembre 2004, 12")
- TSR013: Electroputas - 3 (Octobre 2004, CD/LP)
- TSR014: Psychic Ills - Mental Violence II: Diamond City (Novembre 2005, 12")
- TSR015: TK Webb - KCK (Juin 2005, CD)
- TSR016: Artanker Convoy - Mature Fantasy (Janvier 2005, CD)
- TSR017: Samara Lubelski - The Fleeting Skies (Octobre 2004, CD)
- TSR018: Gang Gang Dance - Hillulah (Novembre 2004, CD-R)
- TSR019: Gang Gang Dance - God's Money (Avril 2005, CD/LP)
- TSR020: Blood On The Wall - Awesomer (Septembre 2005, CD/LP)
- TSR021: Blood Lines - Only The Holy (Mai 2005, CD single)
- TSR022: Samara Lubelski - Spectacular Of Passages (Novembre 2005, CD)
- TSR023: ?
- TSR024: Psychic Ills - Dins (Février 2006, CD/LP)
- TSR025: Telepathe - Farewell Forest (Février 2006, CD)
- TSR026: ?
- TSR027: TK Webb - Phantom Parade (Décembre 2006, CD)
- TSR028: Telepathe - Sinister Militia (Juin 2007, 12")
- TSR029: Artanker Cowboy - Cozy Endings (Juin 2007, CD+DVD)
- TSR030: ?
- TSR031: VietNam - TSR EP Number 1 (? [disponible en commande Internet], LP)
- TSR032: Psychic Ills - Early Violence (Décembre 2006, CD)
- TSR033: Gang Gang Dance - Retina Riddim (Mai 2007, DVD+CD)
- TSR034: ?
- TSR035: VietNam - TSR EP Number 2 (? [disponible en commande Internet], LP)
- TSR036: ?
- TSR037: ?
- TSR038: Jena Malone And Her Bloodstains - The Social Club n°1 (Mai 2007, 7")
- TSR039: ?
- TSR040: ?
- TSR041: ?
- TSR042: ?
- TSR043: Sian Alice Groupe - The Social Club n°2 (Juin 2007, 7")